# Mark van Eeuwen
 (octobre 2018).
Si vous disposez d'ouvrages ou d'articles de référence ou si vous connaissez des sites web de qualité traitant du thème abordé ici, merci de compléter l'article en donnant les références utiles à sa vérifiabilité et en les liant à la section « Notes et références ».
Mark van Eeuwen, né le 23 juillet 1976 à Warnsveld, est un acteur, doubleur, écrivain et animateur de télévision néerlandais.

## Filmographie

### Cinéma
- 2004 : Snowfever : Dirk
- 2009 : Monstres contre Aliens de Conrad Vernon et Rob Letterman : Derek Dietl
- 2010 : I Can Fly Willem van Gent
- 2013 : App de Bobby Boermans : Sim[2]
- 2013 : Finn de Frans Weisz[3]
- 2015 : Kidnapping Mr. Heineken de Daniel Alfredson : Frans Meijer[4]
- 2015 : Rendez-Vous (nl) de Antoinette Beumer : Eric[5]
- 2017 : Roodkapje: Een Modern Sprookje (nl) de Will Koopman : Scout The Voice[6]
- 2018 : Redbad (nl) de Roel Reiné : Wulf[7]

### Téléfilms
- 2004 : Bitches (nl) : 	Patrick
- 2004-2005 : Kicken : Matthijs van Groningen
- 2005 : Mike Bassett: Manager : Ronnie Van Needlemans
- 2005-2012 : Goede tijden, slechte tijden : Jack van Houten
- 2007 : Voetbalvrouwen (nl) : Damian
- 2007 : Zone Stad (nl) : Onenightstand
- 2015 : Dagboek van een Callgirl
- 2015 : Meiden van de Herengracht (nl) : Billy
- 2016 : The Passion 2016 (nl) : Petrus
- 2017 : B.A.B.S. (nl) : 	Angus

## Animations

### Présentateur et juge
- 2007 : Just the Two of Us
- 2008 : Vrienden houden huis sur RTL 5
- 2009-2010 : Ik kom bij je eten (nl) sur RTL 4
- 2012 : Strictly Come Dancing sur AVRO

## Livre
- 2011 : Op de cover van Men's Health in 100 dagen : co-écrit avec Guy van der Reijden.